# Villa Zapf (Heilbronn)

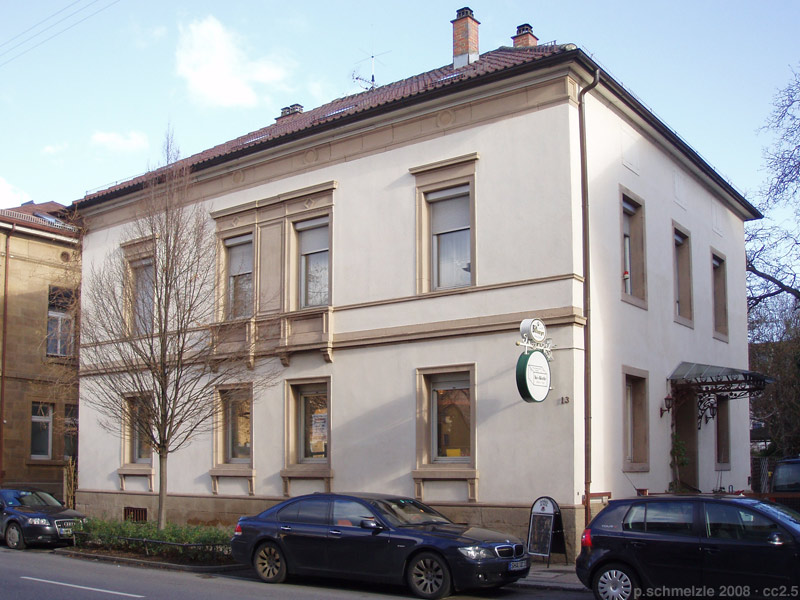
Villa Zapf

Die ehemalige Villa Zapf in der Wilhelmstraße 13 in Heilbronn ist ein klassizistisches Bauwerk.

## Geschichte und Beschreibung
Die Villa, zu der auch ein Garten gehörte, wurde 1863 nach Plänen des ortsansässigen Architekten Franz Weisert für den Kaufmann Chr. Zapf erbaut. Sie weist eine symmetrisch gegliederte Fassade auf; die Anordnung der Fenster betont die Mittelachse und Stockwerksgesimse heben die horizontalen Linien hervor. Die Fensterbänke ruhen auf Konsolen und kragen im Obergeschoss vor. Die Beletage ist durch klassizistische Fensterrahmungen hervorgehoben, das darüber befindliche Mezzaningeschoss besitzt Okuli und Kastengesims.
Die schmiedeeiserne Überdachung des Eingangsbereichs ist in Formen des französischen Jugendstils aus der Zeit um 1900 gehalten. Das Fußbodenmosaik und die gedrechselten Baluster des Treppenhauses sind ebenso erhalten geblieben wie die gefelderten Wohnungstüren.
Nach dem Zweiten Weltkrieg nutzte die Polizeidirektion das Gebäude. 1961 war darin die Sattler- und Polsterwaren-Großhandlung Carl Deeg & Cie. Das Haus wird mittlerweile gastronomisch genutzt.